# 南姓
南姓為漢姓之一，屬於不太常见的姓氏。

## 起源
- 姒姓，夏禹後代，建國「有南氏」，後人南姓。
- 子姓，殷商盤庚之子赤龍的後人南仲。
- 姬姓，衛靈公之子子南的後代，後人改南姓。
- 晉國隱士逃避徵召，隱居於南乡县，後人稱南姓。

## 改姓
- 古時有比姓，一在魯國，一在楚國，分為南比、北比二姓。
- 傳聞明世宗時，張皇后族人獲罪，為防族滅，張姓族人改為東、南、西、北四姓的說法。
- 辛亥革命後，滿族那拉氏後人大多改為漢姓那姓或南姓。

## 分布
南姓以河南省分布最多，約占中華人民共和國漢族南姓人口的百分之七十五。

## 外部連結
[在维基数据编辑]
 《欽定古今圖書集成·明倫彙編·氏族典·南姓部》，出自陈梦雷《古今圖書集成》